# Electrostar

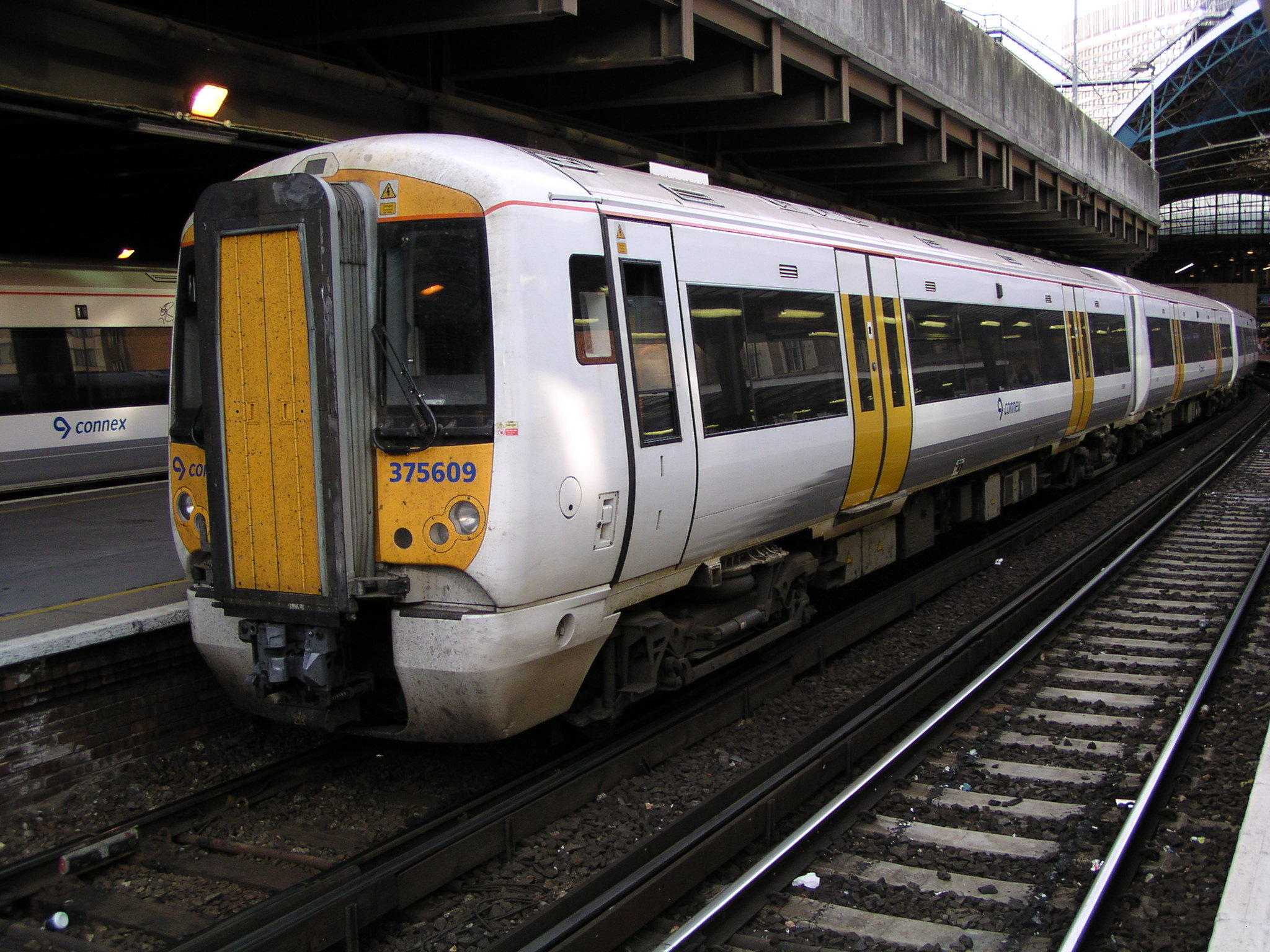
Les Electrostars sont le nouveau matériel standard de nombreuses lignes de la banlieue de Londres.

L'Electrostar est une rame automotrice électrique britannique construite par Bombardier, précédemment ADtranz. Depuis la privatisation de British Rail, elle est devenue la plus courante des nouvelles rames automotrices électriques en Grande-Bretagne. Ses différentes variantes, classées dans les séries 357, 375, 376, 377, 378 (ou Capitalstar), 379, et, prochainement, les 387 sont communes sur les lignes à fort trafic autour de Londres et dans la région du Sud-Est de l'Angleterre. Les rames Turbostars, très apparentées, sont de leur côté les plus communes des nouvelles rames automotrices diesel de la période post-privatisation. La plupart des rames Electrostar ont été assemblées dans l'usine Bombardier de Derby (Angleterre).
L'Electrostar a aussi été choisi pour le système Gautrain en Afrique du Sud, un nouveau chemin de fer qui relie Johannesburg, Pretoria et l'aéroport international de Johannesburg. Les rames seront assemblées par UCW Partnership en Afrique du Sud à partir de composants fabriqués à Derby.

## Variantes du parc Electrostar
| Classe   | Exploitant                                               | Mise en service | Nombre | Alimentation       | Caisses   | Configuration des portes | Intercommunication                         |
| 357      | c2c (à l'origine LTS Rail)                               | 1999            | 74     | Courant alternatif | 4         | Grand-volume             | Non                                        |
| 375      | Southeastern (à l'origine Connex)                        | 1999            | 112    | Courant continu    | 3 ou 4    | Grand-volume             | Oui                                        |
| 376      | Southeastern                                             | 2000            | 36     | Courant continu**  | 5         | Grand-volume             | Non                                        |
| 377      | Southeastern, Southern                                   | 2000-2014       | 239    | Courant continu    | 3, 4 ou 5 | Grand-volume             | Oui                                        |
| 378      | Transport for London                                     | 2009            | 57     | CC + bicourant     | 5         |                          | Escalier escamotable (Urgences uniquement) |
| 379      | Greater Anglia                                           | 2011            | 30     | Courant alternatif | 4         | Grand volume             | Oui                                        |
| Gautrain | Gautrain                                                 | 2010            | 24     | Courant alternatif | 4         | Grand volume             | Non                                        |
| 387      | Great Western Railway Gatwick Express Great Northern c2c | 2014            | 107    | Bicourant          | 4         | Grand-volume             | Oui                                        |

** Quarante-cinq rames des sous-séries 375/6 et 377/2 sont bicourant, et d'autres ont été prévues pour pouvoir être converties ultérieurement au courant alternatif.

## Lignes desservies par les Electrostar

### Southeastern
- Londres-Charing Cross/Cannon Street–Hastings,
- Charing Cross/Cannon Street–Ashford–Folkestone,
- Charing Cross/Cannon Street–Ramsgate via Canterbury West,
- Victoria–Ramsgate via Chatham,
- Victoria–Dover Priory via Canterbury East,

Les rames Classe 465/9 avec des premières classe modernisées ont remplacé les Electrostars sur ces lignes de la banlieue extérieure :
- Charing Cross–Tunbridge Wells,
- Charing Cross–Ashford International,
- Victoria–Ashford International, via Maidstone,
- Victoria–Dover Priory via Bromley South.

### Southern

#### Lignes principales
- Ligne principale de Brighton (en): Brighton–London (various destinations)
- Ligne de la Côte de l'Est (en) (Brighton–Eastbourne/Hastings)
- Ligne de la Côte de l'Ouest (en) (Brighton–Portsmouth/Southampton)
- Gatwick Main Line London Victoria to Gatwick Airport
- Ligne de l'Ouest de Londres (en) (Clapham Junction–Watford Junction)(avec des rames bicourant classe 377/2)

#### Grande banlieue
- Londres-Victoria - Horsham via Dorking
- Londres-Victoria - East Grinstead
- London Bridge - Horsham via East Croydon

Les Classe 377 sont parfois rencontrées aux heures de pointe sur des services de banlieue, tels que :
- Londres-Victoria - Dorking via Sutton
- Londres-Victoria - Epsom Downs

Ces rames peuvent également circuler de nuit sur les services de Southern entre Londres-Victoria et Brighton à 1 h et 4 h du matin, desservant Clapham Junction, East Croydon, Horley, Gatwick Airport, Three Bridges.

### London Overground
- Est London Line Extension : Class 378

### Banlieue nord-est de Londres
- Class 379